# 정대년
정대년(鄭大年, 1503년(연산군 9년)~1578년(선조 11년) 음력 10월 1일)은 조선 중기의 문신이다. 자는 경로(景老), 호는 사암(思菴), 본관은 동래이다. 예빈시주부, 지평, 장령, 부교리, 집의, 직제학, 우승지, 황해도관찰사, 형조참의, 병조참의, 경기도관찰사, 호조참판, 한성부우윤, 대사헌, 형조참판, 한성부판윤, 호조판서를 역임하다. 1572년(선조 5년) 우의정에 임명되었으나 사양하고 부임하지 않았다. 시호는 충정(忠貞)이다.

## 같이 보기
- 정대년 신도비